# Stilbuloida
Stilbuloida is een geslacht van vliesvleugeligen uit de familie Eucharitidae. De wetenschappelijke naam van dit geslacht is voor het eerst geldig gepubliceerd in 1988 door Boucek.

## Soorten
Het geslacht Stilbuloida omvat de volgende soorten:
- Stilbuloida calomyrmecis (Brues, 1934)
- Stilbuloida doddi (Bingham, 1906)